# ウンパルンパ
ウンパルンパ（Oompa Loompa）は、ロアルド・ダール作の児童小説『チョコレート工場の秘密』（映画版は『夢のチョコレート工場』と『チャーリーとチョコレート工場』）および続編の『ガラスのエレベーター 宇宙にとびだす』に登場するキャラクターである。

## キャラクターの概要
普段は陽気に暮らしているが、事業主であるウィリー・ウォンカには忠実かつ真面目で仕事熱心である。ストーリー中、多くのウンパルンパが登場するが、どのウンパルンパも顔、髪型、体型はほぼ変わらない。『夢のチョコレート工場』およびその前日譚『ウォンカとチョコレート工場のはじまり』ではオレンジ色の肌に緑色の髪といった特に奇抜な風貌をしている。
原作ではテレビ室で働く者を除いては毛皮を纏っているが、映画版ではいずれの作品も文明的な作業服を着用している。『チャーリーとチョコレート工場』においては、めったに笑わない表情とは裏腹に各セクションで働く彼らの作業服はかなり風変りでカラフルである。
原作初版では「アフリカのピグミー族」という設定だったが、人種問題により「ルンパランドに住む色白の小人」に設定変更された。
柳瀬尚紀が翻訳を手掛けたロアルド・ダール・コレクションなどでは、名前がウンパッパルンパッパと書かれている。

## 由来

### 原作・映画共通設定
スパイたちによってレシピを盗まれ、工場閉鎖に追い込まれたウォンカは新しいフレーバーを求めてルンパランド（原作初版ではアフリカ）を探検中、そこで偶然ウンパルンパたちを発見する。彼らは厳しい生活環境の中でカカオ豆に飢えており、それを知ったウォンカは交渉の末、カカオ豆の報酬と引き換えに彼らをチョコレート工場に雇用することに成功した。それ以来ウォンカのチョコレートは再びかつての人気を取り戻すようになる。

### ウォンカとチョコレート工場のはじまり
豆の育ちにくいルンパランドでは貴重なカカオの木に見張りをつけていた。上陸してきた若きウォンカは小人に気づかず豆の大半を持ち帰ってしまい、それを居眠りのせいで見逃した見張り役はカカオを千倍にして取り戻すまで追放されることとなった。以来彼はウォンカの跡をつけ、作り出されたチョコレートを奪っては島に送り続けている。

## 性格
チョコレート工場内に特別招待された5人の子供たち（チャーリー、オーガスタス、バイオレット、ベルーカ、マイク）のうち、チャーリー以外の4人は工場内で騒動を引き起こし、それぞれの親とともに工場見学を「退場」させられる。するとウンパルンパたちは、そのたびにさまざまな音楽とダンスによって、その子供と親の欠点をシニカルに歌って踊る。映画では見所の一つとなっている。
『夢のチョコレート工場』および『ウォンカとチョコレート工場のはじまり』では笛による決められた合図があり、それによって現れたり踊ったりする。また各子供に対する歌のメロディーはひとつに固定されており、必ず「ウンパルンパ、ドゥンパティ、ドゥ」という歌詞で始まっている。

## 配役
『夢のチョコレート工場』では複数人の背の低い俳優（ノンクレジット）によって演じられた。
『チャーリーとチョコレート工場』においては、ディープ・ロイが劇中に登場するすべてのウンパルンパ（165人）を演じた。
『ウォンカとチョコレート工場のはじまり』ではヒュー・グラントがモーションキャプチャを用いて演じている。